# هانوور (ویرجینیا)
هانوور (به انگلیسی: Hanover) یک منطقهٔ مسکونی در ایالات متحده آمریکا است که در شهرستان هانوفر، ویرجینیا واقع شده‌است. هانوور ۳٫۱ کیلومتر مربع مساحت و ۲۵۲ نفر جمعیت دارد و ۳۳٫۵۳ متر بالاتر از سطح دریا واقع شده‌است.